# Сивогуш дрозд
Сивогуш дрозд (Turdus obscurus) е вид птица от семейство Turdidae.

## Разпространение
Видът е разпространен в Бангладеш, Бутан, Бруней, Виетнам, Индия, Индонезия, Камбоджа, Китай, Лаос, Малайзия, Монголия, Мианмар, Русия, Северна Корея, Сингапур, Тайланд, Филипините, Хонконг, Шри Ланка, Южна Корея и Япония.